# TripTank
 (novembre 2024).
Si vous disposez d'ouvrages ou d'articles de référence ou si vous connaissez des sites web de qualité traitant du thème abordé ici, merci de compléter l'article en donnant les références utiles à sa vérifiabilité et en les liant à la section « Notes et références ».
TripTank est une série d'animation pour adultes américaine en vingt-huit épisodes de 22 minutes, diffusés entre le 2 avril 2014 et le 23 août 2016 sur le réseau Comedy Central.
Cette série est inédite dans tous les pays francophones.

## Fiche technique
Sauf indication contraire, les informations mentionnées dans cette section peuvent être confirmées par la base de données cinématographiques IMDb,  présente dans la section « Liens externes ».
- Titre original : TripTank
- Réalisation : Chris Osbrink, Mike Roberts, Ben Bjelajac, Sean Donnelly, Joel Moser, Alessandro Minoli, Aaron Long, Chris Weller, James Bowman, Andrew Racho, Eric Hoff, Matt Ferrucci, Peter Lowey, Joe Plichter, Crystal Stromer, Matt Clark, Freddy Cristy, Daniel Katz, Sean Lee, Skyler Page, JC Gonzalez et Paul Stanton
- Scénario : Matt Mariska, Andy Sipes, Sean Donnelly, Dana Snyder, Thomas O'Donnell, Mike Roberts, Josh Mecouch, Chris Osbrink, Daniel Katz, Peter Nelson, Rohitash Rao, Jeroom, Bill Oakley, Tony Wilson et James Carr
- Photographie : Kristina M. Schulte-Eversum, Andrew Mueller et Jeff Gardner
- Musique : Ryan Franks, Scott Nickoley, Mark Rivers, Andrew Johnson et Alessandro Minoli
- Casting : Ivy Isenberg
- Montage : Matt Mariska, Andy Sipes, Robby DeFrain et Garret Elkins
- Animation : Tristram Waples, Sean Donnelly, Phylicia Fuentes, Chris Hsu, Daniel Katz, Kelly McNutt, Haley Muraki, Mack Williams et Drew Hodges
- Production : Jed Hathaway, Meredith Rodgers, Video Lou, Scout Raskin, Duncan Ferguson, Andy Fiedler, Leo Parada et Jennifer Ray
  - Producteur délégué : Alexander Bulkley (en), Corey Campodonico et Tom Gianas
  - Producteur exécutif : Victoria L. Howard
  - Coproducteur : Niall Madden, Matt Mariska, Mike Roberts, Andy Sipes et Jenna Roadman
- Sociétés de production : ShadowMachine Films
- Société de distribution : Comedy Central
- Chaîne d'origine : Comedy Central
- Pays d'origine :  États-Unis
- Langue originale : anglais
- Genre : Série d'animation pour adultes
- Durée : 22 minutes

## Distribution

### Acteurs principaux
- Eric Magnussen : Roy
- Dana Snyder : Dana
- Jonah Ray : Steve
- Matt Mariska : Animal Hitman
- Andy Sipes : Andy
- Tom Kenny : Ricky
- Misty Lee : une femme
- Alessandro Minoli : Sammy
- Chris Osbrink : Bonesy

### Acteurs récurrents
- Eric Bauza : Caller
- Ashley Fink : Jennifer
- David Herman : l'annonceur
- Fred Tatasciore : Caller
- Carlos Alazraqui : l'homme d'affaires
- Ben Wolfinson : Ben
- Paul Reiser : Gary
- Natalie Smyka : Linda
- Gary Anthony Williams : le sorcier
- Brett Gelman : Jeff
- Nick Swardson : Beth
- Jill Talley : maman
- Nasim Pedrad : Boob
- Phil LaMarr : Bald
- Rachel Butera : l'infirmière
- Nat Faxon : Bob
- Peter Nelson : Karl
- Jon Hamm : Chaz Sinclaire
- Kyle S. More : Bear
- Jemaine Clement : Sir Ian
- John DiMaggio : Andy
- Kyle Kinane : Chomp
- Chris Parnell : Bill
- Jeff LaPensee : l'homme boulet de canon
- Tara Strong : Bree
- John Rhys-Davies : le prêtre
- Bree Williamson : Ashley

### Acteurs invités
- Yuri Lowenthal : Billy
- Nolan North
- Alan Tudyk : Bootfucker
- Jason Alexander : Phil
- Patrick Warburton : un policier
- JB Blanc : Betterman
- Fred Willard : le standardiste du 911
- Harland Williams : un ours
- Enn Reitel
- Kevin Dillon : Frankie
- Justin Hires : Caller
- Kevin Michael Richardson : l'assistant du coach
- Peter Serafinowicz : Broker
- Diedrich Bader : le troll des cavernes
- Dan Gordon (en) : Chad
- Rob Paulsen : papa
- Kumail Nanjiani : Dick Genie
- Jim Cummings : Kevin le lapin
- Jon Daly : un homme
- Olympia Dukakis : Ma
- Cheryl Hines : Carol
- Malcolm McDowell : le prêtre
- Danny Pudi : Luger
- Candi Milo : Gladys
- Clancy Brown : Baby
- Elizabeth Daily : Anthony
- Tiffany Haddish : Delsyia
- Christine Lakin : Claire
- Katie Morgan : la jolie fille qui déteste le spectacle
- Jim Rash : le père du cowboy
- Nicole Sullivan : Sarah
- Sarah Baker : Gail
- Alison Becker : une fan d'aliens
- Bob Bergen : un poulet
- Les Claypool : Caller
- Jess Harnell : l'homme des années 1900
- David Kaye : Dispatch
- Thomas Lennon : Broker
- Jason Mewes : Caller
- Niecy Nash : Chimera
- Mindy Sterling : Caller
- Brian Doyle-Murray : Caller
- Kristen Johnston : Karen
- Vanessa Bayer : la mère du bébé
- Wayne Brady : papa
- Ellie Kemper : la fille sans-abri

## Épisodes

### Saison 1
1. Shovels Are for Digging
2. Crossing the Line
3. Game Over
4. The Green
5. Ahhh, Serenity
6. Candy Van Finger Bang
7. Roy & Ben's Day Off
8. XXX Overload

### Saison 2
1. The W.A.N.G.
2. Let Me Transfer You
3. Dirty Talk
4. Cold War 2
5. Short Change
6. Hot Box
7. Cereal Interruptus
8. Precipice of Yesterday
9. Mr. Winchester Goes to Washington
10. Steve's Family
11. Crime Steve Investigation
12. How the Sausage Is Made
13. Sick Day
14. TripTank 2025
15. #InsideRoy
16. Brain Virus
17. Deuce Ex Machina
18. Buck Wild
19. The D.O.N.G.
20. Green Out